# Zone critique (sciences de la Terre)
Pour les articles homonymes, voir Zone critique.

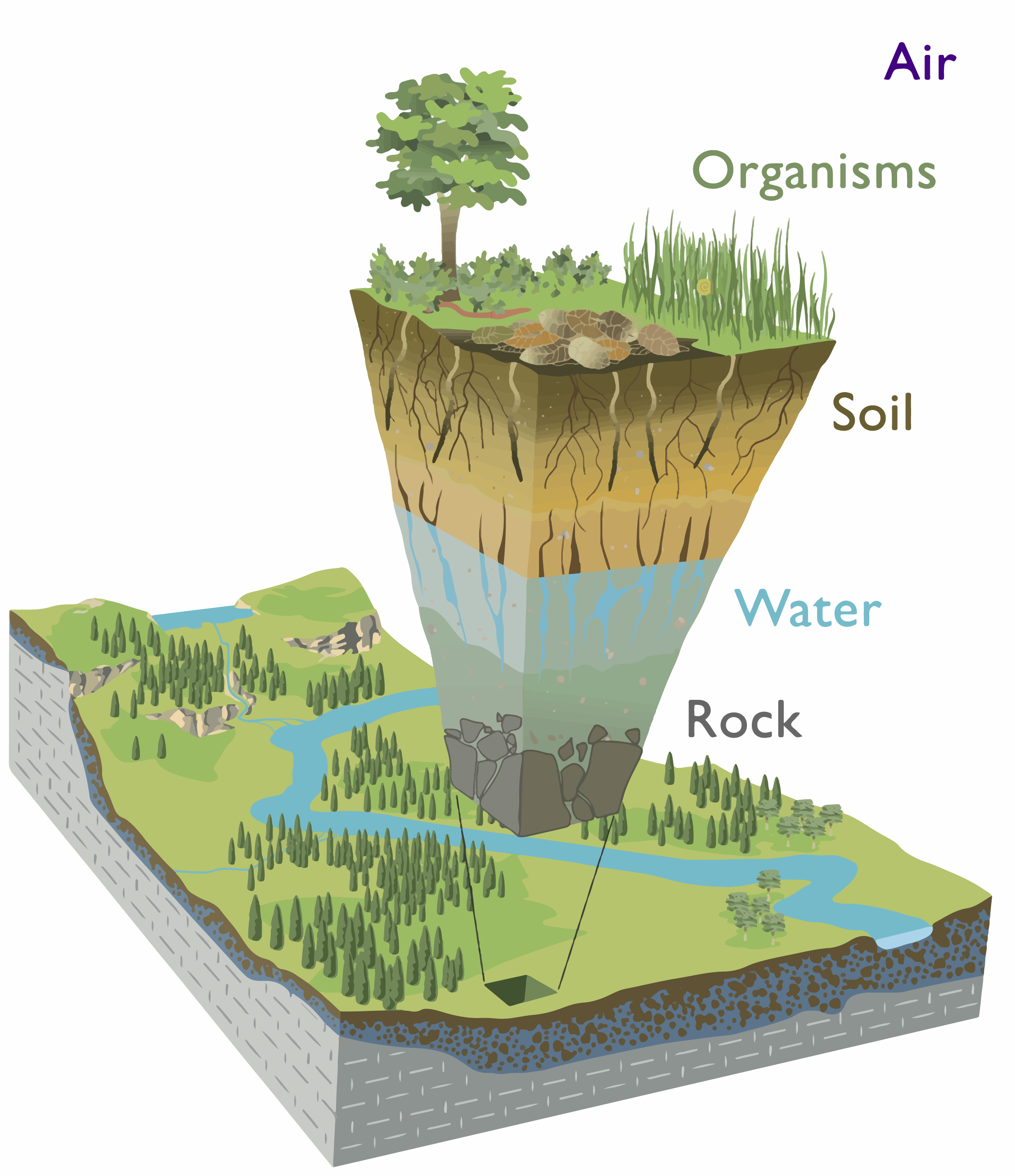
Illustration de la zone critique.

La zone critique est l'environnement terrestre qui s'étend de l'atmosphère aux roches non altérées. Elle englobe la basse atmosphère, la pédosphère, la zone vadose, les nappes d'eau souterraine et les roches altérées. C'est « l'environnement de proche surface hétérogène dans lequel des interactions complexes entre la roche, le sol, l'eau, l'air et les organismes vivants régulent l'habitat naturel et déterminent la disponibilité des ressources vitales » (National Research Council, 2001). La zone critique abrite presque toute la vie continentale, dont l'humanité.
L'étude scientifique de la zone critique est un champ de recherche interdisciplinaire, qui explore les interactions entre ses différentes composantes : l'atmosphère, les roches, la biosphère, l'eau, etc. Elle regroupe les processus en oeuvre à la surface de la Terre (tels que l'évolution des paysages, l'altération, l'hydrologie, la géochimie et l'écologie) à plusieurs échelles spatiales et temporelles, et prend également en compte des facteurs anthropiques. Ces processus ont un effet sur les échanges de masse et d'énergie nécessaires à la productivité de la biomasse et aux cycles biogéochimiques et hydrologiques.
Les observatoires des zones critiques (en) sont des territoires où des paramètres de l'environnement sont mesurés par différentes disciplines. Ces observatoires regroupent les communautés scientifiques et servent d'appui pour construire une compréhension de la zone critique en tant que système complexe.

## Histoire
Le concept de zone critique (earth's critical zone) a été introduit dans la littérature anglophone en 1998 par Gail Ashley (en), une spécialiste américaine de la sédimentologie. Il a ensuite été utilisé en français par le géochimiste Jérôme Gaillardet au milieu des années 2000, puis largement popularisé par Bruno Latour,.